# 弗洛朗蒂亚
弗洛朗蒂亚（法語：Florentia，法語發音：[flɔʁɑ̃tja]）是法国汝拉省的一个旧市镇，属于隆斯勒索涅区。2016年，弗洛朗蒂亚与市镇瓦勒代皮、楠泰和瑟诺合并为新的瓦勒代皮。

## 地理
弗洛朗蒂亚（46°23'44"N, 5°25'33"E）面积3.18 平方千米，位于法国勃艮第-弗朗什-孔泰大區汝拉省，该省份为法国东部内陆省份，北起上索恩省，西北接科多尔省，西临索恩-卢瓦尔省，南至安省，东与杜省和瑞士接壤。
与弗洛朗蒂亚接壤的市镇（或旧市镇、城区）包括：昂德洛-莫尔瓦勒、拉巴尔姆代皮、瓦勒代皮、楠泰、维勒尚特里亚。
弗洛朗蒂亚的时区为UTC+01:00、UTC+02:00（夏令时）。

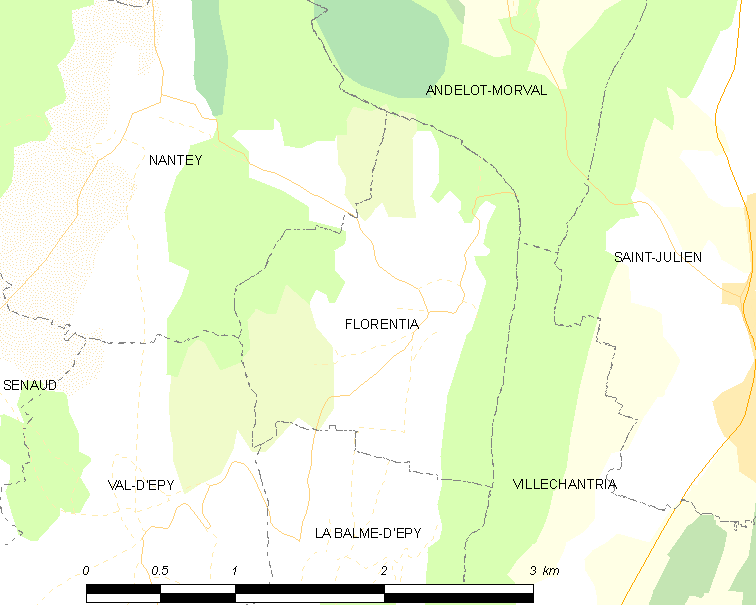
弗洛朗蒂亚的OSM定位图

## 行政
弗洛朗蒂亚的邮政编码为39320，INSEE市镇编码为39226。

## 政治
弗洛朗蒂亚所属的省级选区为圣阿穆尔县。

## 人口

1962-2008年间弗洛朗蒂亚人口变化图示

弗洛朗蒂亚于2018年1月1日时的人口数量为23人。